# أندرو هاريمان
أندرو هاريمان (بالإنجليزية: Andrew Harriman)‏ هو لاعب اتحاد الرغبي بريطاني، ولد في 13 يوليو 1964 في لاغوس في نيجيريا.